# Entrevías
Entrevías é um dos 6 bairros do distrito de Puente de Vallecas, em Madrid, Espanha. Localizado na zona sul da capital, é um dos mais pobres de Madrid, segundo dados do Ministério das Finanças espanhol.
Desde os anos 1950 foi local de chegada de migrantes em busca de uma vida melhor, oriundos das zonas mais pobres de Espanha, como Andaluzia e Estremadura.
Nos bairros de Entrevías e San Diego há mais de 4.000 beneficiários do Rendimento Mínimo de Inserção.
Os imigrantes fazem 20% da população residente. 

## Equipamentos
- Estação ferroviária de Entrevías

## Colectividades
- La Flor de Entrevías (desde 1969)